# Diphtherocome
Diphtherocome là một chi bướm đêm thuộc họ Noctuidae.